# Loliolus japonica
Espèce
Synonymes
- Loligo japonica Hoyle, 1885[2]
- Loliolus (Nipponololigo) japonica (Hoyle, 1885)[2]

Statut de conservation UICN

 DD  : Données insuffisantes
Loliolus japonica est une espèce de mollusques céphalopodes de la famille des Loliginidae.

## Systématique
L'espèce Loliolus japonica a été initialement décrite en 1885 par Hoyle sous le protonyme de Loligo japonica sur la base d'indications manuscrites fournies  par Japetus Steenstrup.
Pour le WoRMS cette espèce peut être appelée Loliolus (Nipponololigo) japonica en mentionnant le sous-genre.

## Description et caractéristiques
Loliolus japonica a une peau légèrement bronzée, avec des taches sur son manteau et ses tentacules. Il a un manteau particulièrement grand et une nageoire exceptionnellement large le long du manteau. Il a les yeux sombres et noirs. Les femelles sont plus grandes que les mâles. La longueur maximale qu'un mâle peut atteindre est de 12 cm.

## Habitat et répartition
Loliolus japonica, comme son nom l'indique, vit au Japon mais on le trouve également en Chine et au Vietnam. Ils vivent dans la zone pélagique entre un mètre et trente mètres de profondeur dans les océans.

## Publication originale
- (en) William E. Hoyle, « Diagnoses of new species of Cephalopoda collected during the Cruise of H.M.S. ‘Challenger.’ - Part II. The Decapoda », Annals and Magazine of Natural History, Londres, Taylor & Francis, vol. 16, no 93,‎ septembre 1885, p. 181–203 (ISSN 0374-5481, OCLC 1481361, DOI 10.1080/00222938509459868).